# Monselice

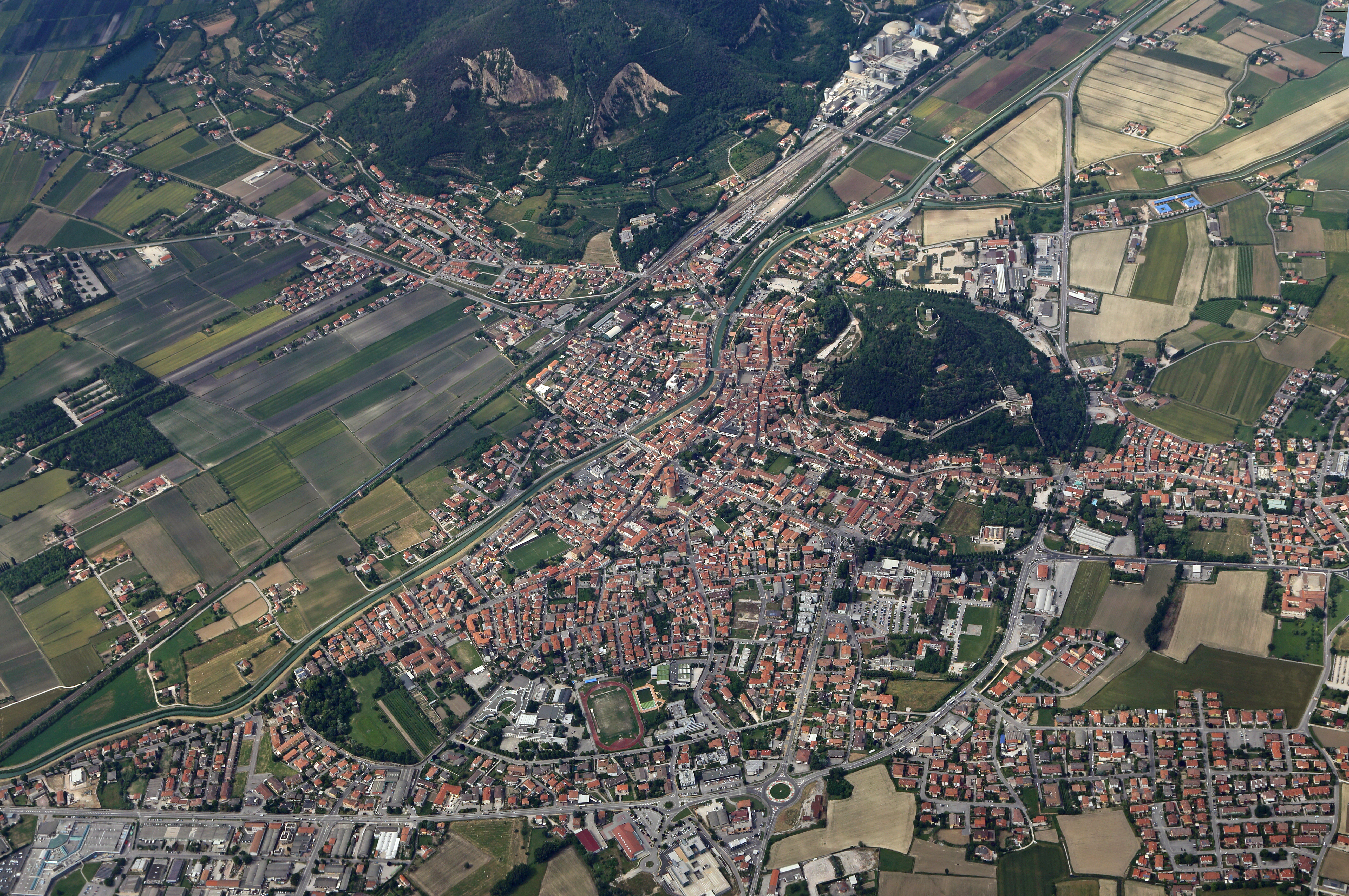
Monselice : vue aérienne.

Monselice est une commune italienne de la province de Padoue, dans la région Vénétie.
C'est la commune où mourut en exil le poète qui a inspiré le dolce stil novo, Guido Guinizzelli.

## Histoire
Depuis le congrès de Vienne (1815) jusqu'en 1866, la commune fait partie de la monarchie autrichienne (royaume de Lombardie-Vénétie), gouvernement de Vénétie.

## Administration
| Période                                  | Période  | Identité         | Étiquette    | Qualité |
| ---------------------------------------- | -------- | ---------------- | ------------ | ------- |
| 22 juin 2009                             | En cours | Francesco Lunghi | Centrodestra |         |
| Les données manquantes sont à compléter. |          |                  |              |         |

### Hameaux
Marendole, Monticelli, Ca' Oddo, San Cosma, San Bortolo, San Giacomo, San Martino, Carmine, Torre.

### Communes limitrophes
Arquà Petrarca, Baone, Battaglia Terme, Este, Galzignano Terme, Pernumia, Pozzonovo, San Pietro Viminario, Sant'Elena, Solesino, Tribano.

## Économie
La ville abrite une cimenterie du groupe Italcementi.

## Monuments
- Le Sanctuaire Jubilaire des Sept Églises a été réalisé par Vincenzo Scamozzi sur une commande des nobles vénitiens Duodo, ambassadeurs de Venise auprès du Saint-Siège.
- La Villa Duodo, ensemble architectural construit par Vincenzo Scamozzi (1591-1597) avec un fronton par Andrea Tirali (1740) et l'oratoire san Giorgio avec des fresques de Tommaso Sandrini.
- La Tour de l'Horloge, Torre Civica du XIIIe siècle.

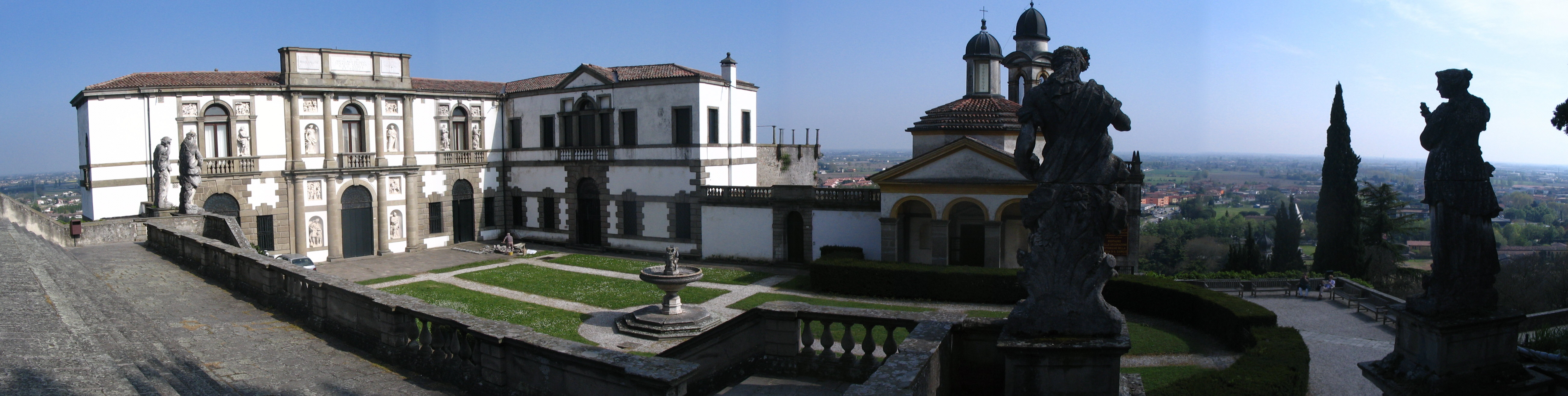
Monselice - Villa Duodo.

- Chiesa di San Martino
- Chiesa di San Tommaso
- Chiesa del Carmine
- Chiesa di San Giacomo
- Chiesa di Santo Stefano

## Galerie de photos

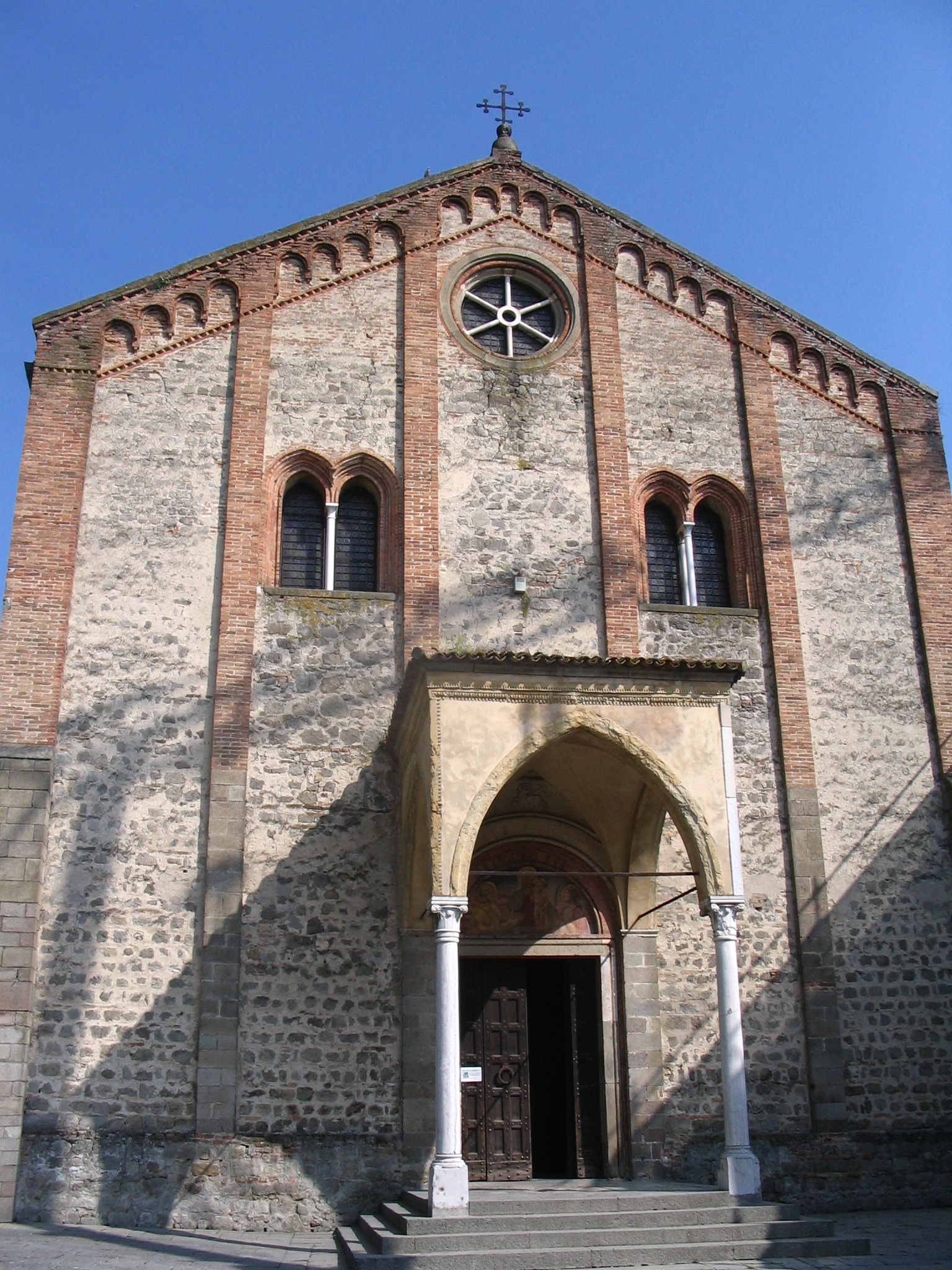
Santa Giustina.
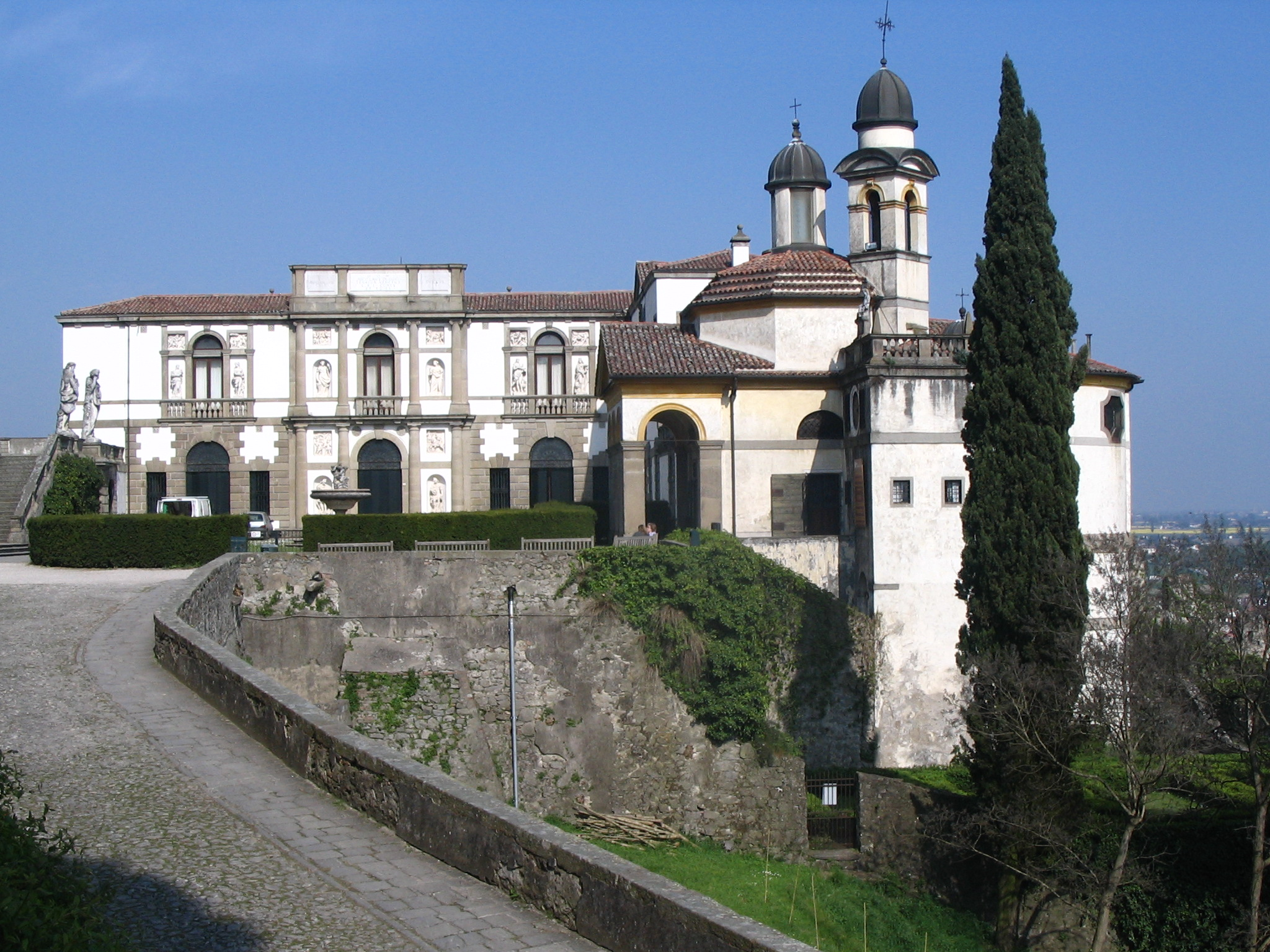
Villa Duodo - Chiesa di San Giorgio.
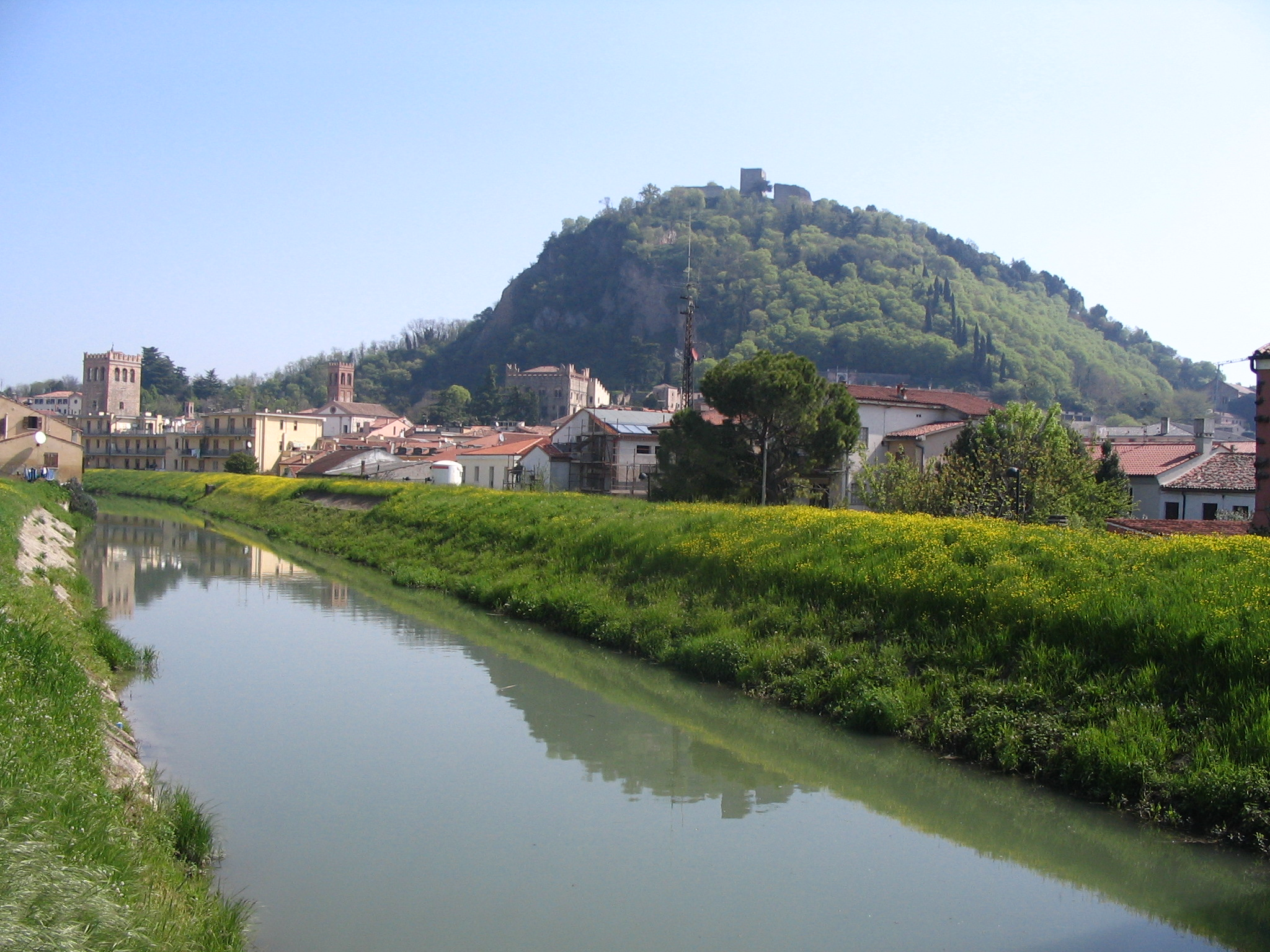
Canale Bisatto.
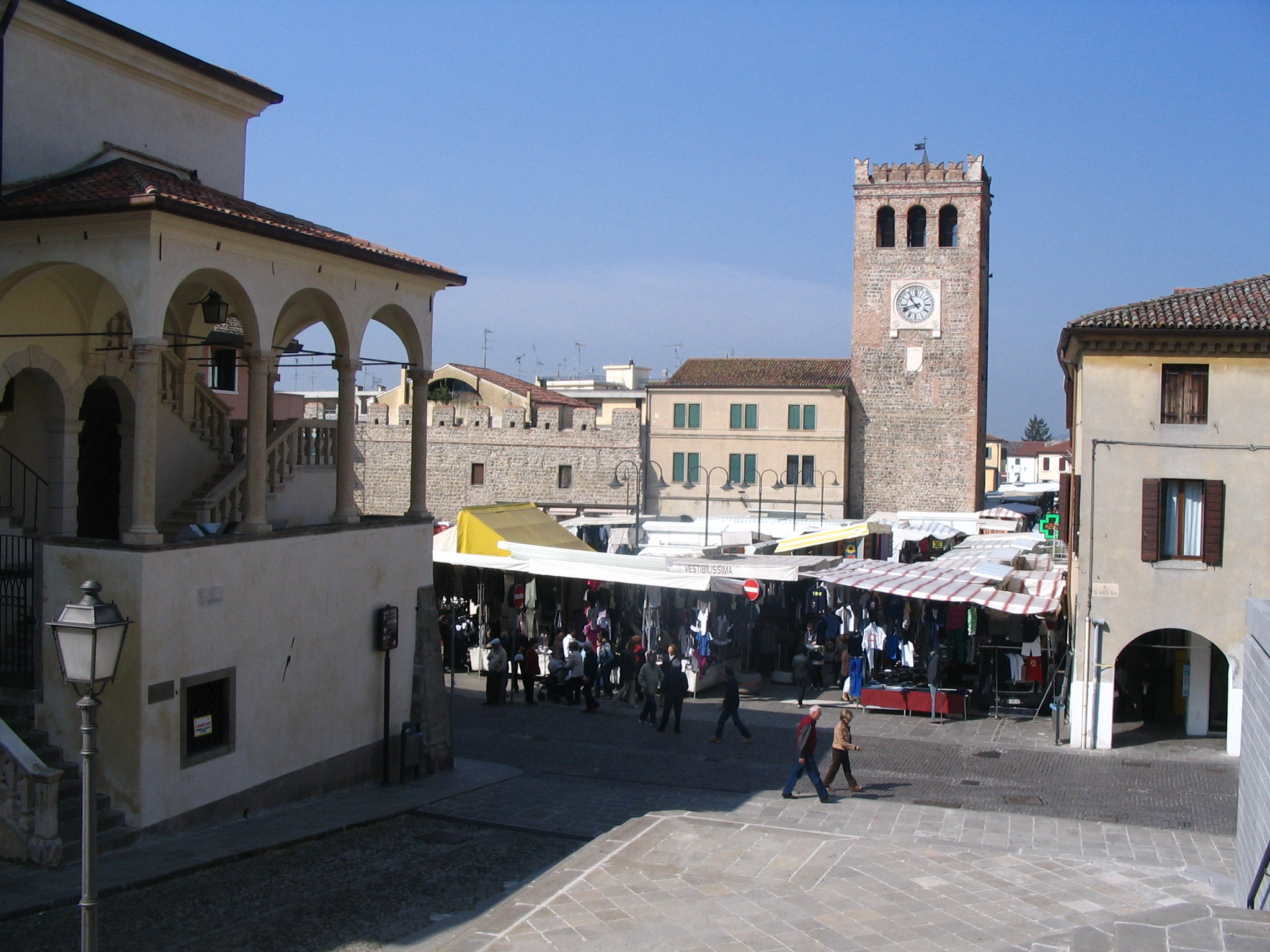
Place Mazzini et la Tour de l'Horloge.
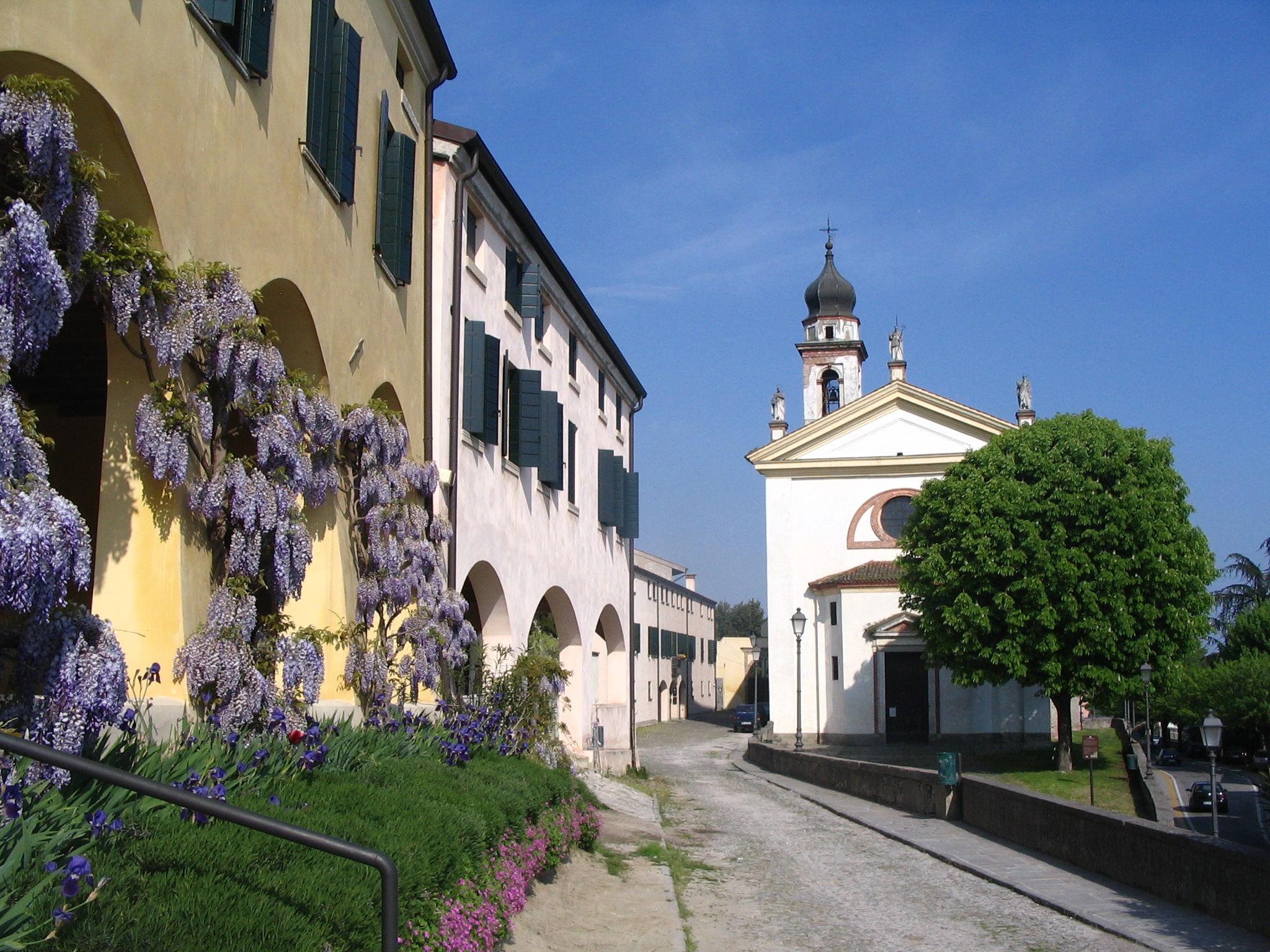
San Martino.
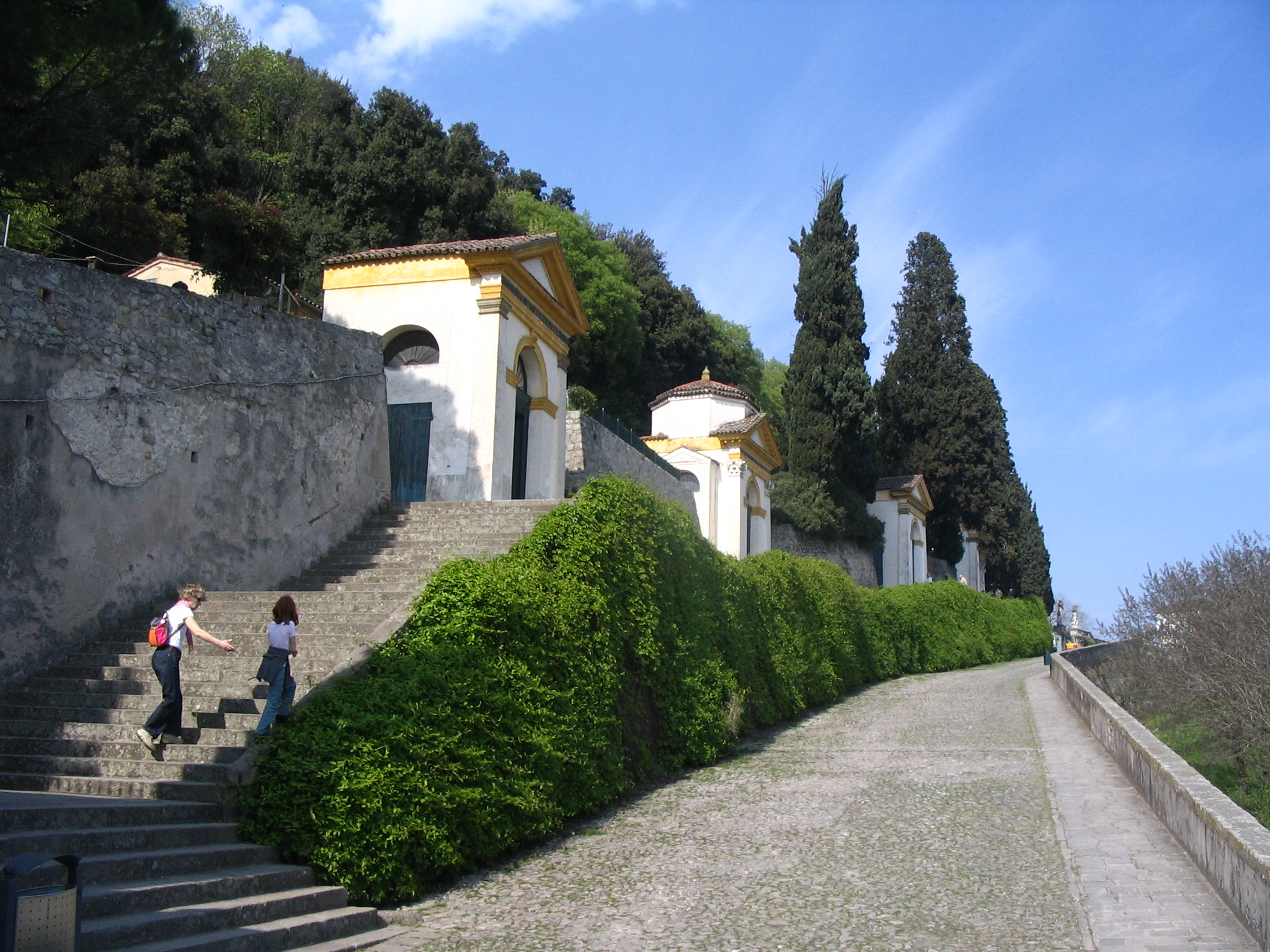
Sanctuaire des Sept Églises : construction par Vincenzo Scamozzi.
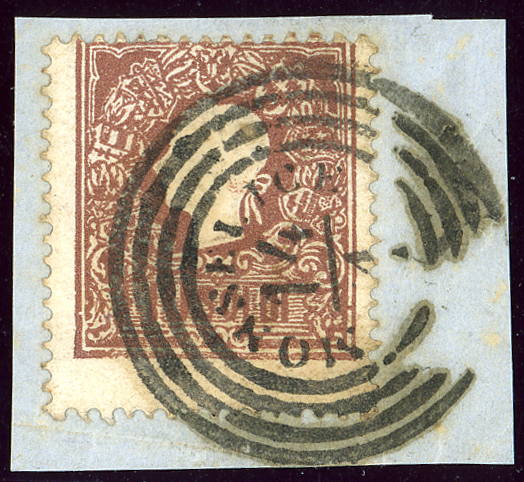
Timbre du Royaume lombardo-vénitien de 1859, 10 soldi oblitéré à Monselice.